# ایبان کوادرادو
ایبان کوادرادو (انگلیسی: Ibán Cuadrado؛ زادهٔ ۲۱ فوریهٔ ۱۹۷۹) بازیکن فوتبال اهل اسپانیا است که در پست مدافع میانی بازی می‌کرد. وی در حال حاضر بازنشسته است.
او در مجموع ۲۴۸ بازی و در طول هشت فصل در سگوندا دیویسیون ۵ گل زد که عمدتاً با باشگاه فوتبال رئال مورسیا بود.
او همچنین چهار سال را در لالیگا گذراند، دو سال با باشگاه فوتبال مالاگا و دو سال با رئال مورسیا که در مجموع ۶۲ بازی داشت.